# NK Prvomajska Zagreb
Nogometni klub Prvomajska Zagreb bio je hrvatski nogometni klub iz Zagreba.
Osnovan je tijekom proljeća 1950. Godine 1991. ujedinjuje se s Tekstilcem u Tekstilac Prvomajska. Pod tim imenom igra do 1993. kada klub mijenja ime u Tekstilac.